# Meleoma poolei
Meleoma poolei is een insect uit de familie van de gaasvliegen (Chrysopidae), die tot de orde netvleugeligen (Neuroptera) behoort. 
Meleoma poolei is voor het eerst wetenschappelijk beschreven door Adams in 1969.